# Щетинін Петро Павлович
Петро Павлович Щетинін (17 серпня 1909 — 26 березня 1987) — радянський артист цирку (повітряний акробат), заслужений артист Вірменської РСР (з 1956 року). Брат циркового артиста Віктора Щетиніна.

## Біографія
Народився 17 серпня 1909 року. У цирку почав виступати з 1932 року: до 1940 року — силовий акробат, потім повітряний гімнаст (виступав з різними партнерами, у 1946–1954 роках з Оленою Лебединською, спільно з якою у 1946 році був відзначений на 3-му Всесоюзному огляді нових творів циркового мистецтва за номер «Політ на кулі». Член ВКП(б) з 1948 року. 
З 1956 року постійною партнеркою була його дочка — Ірина Щетиніна. У 1950—1970-х роках виступав у Київському цирку.  Залишив манеж в 1973 році. 

Могила Петра Щетиніна

Помер 26 березня 1987 року. Похований в Києві на Байковому кладовищі (ділянка № 33).

## Творчість
В основному номері — «Політ на супутнику» (апарат, який перебував у русі, являв собою модель супутника «Космос-1») — акробати демонстрували серію складних трюків. 
Брав участь в гастролях за кордоном (Угорщина, країни Південної Америки, Велика Британія, Франція, Німецька Демократична Республіка, Болгарія, Туреччина, Куба, Австралія).
У 1965 році знявся в епізоді у фільмі «Сьогодні — новий атракціон». 